# Ferdynand Aviz
Ferdynand Aviz (ur. 17 listopada 1433 w Alemerim – zm. 1470) – trzeci syn króla Portugalii Edwarda I i Eleonory Aragońskiej, drugi książę Viseu.
Ferdynand urodził się w Alemerim 17 listopada 1433 roku. W 1453 roku, jego brat, Alfons V Afrykańczyk mianował go na pierwszego księcia Beja.
Został adoptowany przez swojego stryja, Henryka Żeglarza. Kiedy, w 1460 roku, stryj zmarł, odziedziczył po nim tytuł księcia Viseu.
W 1468 poprowadził ekspedycję, która zniszczyła marokańskie miasto Anfa.
Dwa razy nosił tytuł następcy tronu. Po raz pierwszy w latach 1438 – 1451, ponieważ jego brat Alfons V nie doczekał się jeszcze potomka. W 1451 roku urodził się książę João, lecz zmarł w tym samym roku. Wtedy tytuł następcy tronu znów przypadł Ferdynandowi. Nosił go do 1452, kiedy narodziła się księżniczka Joanna (późniejsza błogosławiona).
W 1447 ożenił się ze swoją kuzynką Beatrycze Portugalską, wnuczką Jana I Dobrego. Mieli dziewiątkę dzieci:
- Jana (1448 – 1472) – trzeciego księcia Viseu, drugiego księcia Beja;
- Diogo (1450 – 1484) – czwartego księcia Viseu, trzeciego księcia Beja;
- Duarte – zmarłego w dzieciństwie;
- Dionizego – zmarłego w dzieciństwie;
- Simão – zmarłego w dzieciństwie;
- Eleonorę (1458 – 1525) – żonę króla Portugalii Jana II, przyszłą królową Portugalii;
- Izabelę (1459 – 1521) – żonę Ferdynanda II, księcia Bragançy
- Manuela – piątego księcia Viseu, czwartego księcia Beja, późniejszego króla Portugalii (wstąpił na tron po śmierci Jana II, męża swojej siostry Eleonory);
- Katarzynę – zmarłą w dzieciństwie.